# Борисово (станция метро)
«Бори́сово» — станция Московского метрополитена на Люблинско-Дмитровской линии. Расположена в районе Братеево (ЮАО). Названа по бывшей деревне Борисово, вошедшей в состав Москвы в 1960 году.
Открыта 2 декабря 2011 года в составе участка «Марьино» — «Зябликово».
Односводчатая станция мелкого заложения с одной островной платформой.

## История

### История переименований
Первоначально (до 1989 года) станция носила проектное название «Братеево». В 1996 году постановлением правительства Москвы было утверждено новое наименование — «Борисово» — по названию бывшего села Борисово, располагавшегося чуть западнее и юго-западнее проектируемой станции метро. В том же постановлении название «Братеево» присваивалось проектируемой станции, которая первоначально называлась «Промзона» (в процессе строительства эта станция получила название «Алма-Атинская»).
Согласно сообщению радиостанции «Эхо Москвы» со ссылкой на РИА Новости, с 1 января 2011 года постановлением городских властей станции «Борисово» якобы должно было быть присвоено название «Казахстанская». В ответ в метро Алма-Аты должна была появиться станция «Московская». Однако станция «Борисово» не была переименована.

### История строительства
Решение о строительстве станции было принято в 1980-х годах. В технико-экономическом обосновании 1988 года станция размещалась под руслом реки Городни, которую планировалось заключить в коллектор.
Строительство велось с 1993 по 1996 год компанией «Протонтоннельстрой». За это время проходческий щит «Полина» канадской фирмы «Lovat» прошёл 190 м левого (восточного) перегонного тоннеля в сторону Марьина. В сентябре 1998 года из-за недостатка финансирования строительные работы были остановлены. В марте 2004 года незаконсервированный должным образом проходческий щит был демонтирован, поднят на поверхность, очищен от ржавчины, покрашен и передан ГУП «Казметрострой» для строительства метрополитена в Казани.
Строительство участка было возобновлено в 2008 году практически с нуля, по переработанному проекту. В связи с тем, что пойма Городни от Братеевской улицы до Москвы-реки является особо охраняемым памятником природы, местоположение станции было перенесено на 40 метров севернее, в сторону станции «Марьино». Генеральным подрядчиком строительства стала компания «Трансинжстрой». 17 октября 2008 года тоннелепроходческий механизированный комплекс «Светлана» фирмы «Herrenknecht» начал проходку первого перегонного тоннеля от станции «Марьино» в сторону будущей станции «Борисово». 9 и 10 ноября 2009 года соответственно тоннелепроходческие комплексы «Вера» и «Светлана» финишировали в демонтажных камерах на стройплощадке станции.
Работы по возведению платформенного участка станции выполняло ООО «СМУ ИНГЕОКОМ».
4 января 2011 года московская мэрия заявила о планах по сдаче станций «Борисово», «Шипиловская» и «Зябликово» к четвёртому кварталу 2011 года.

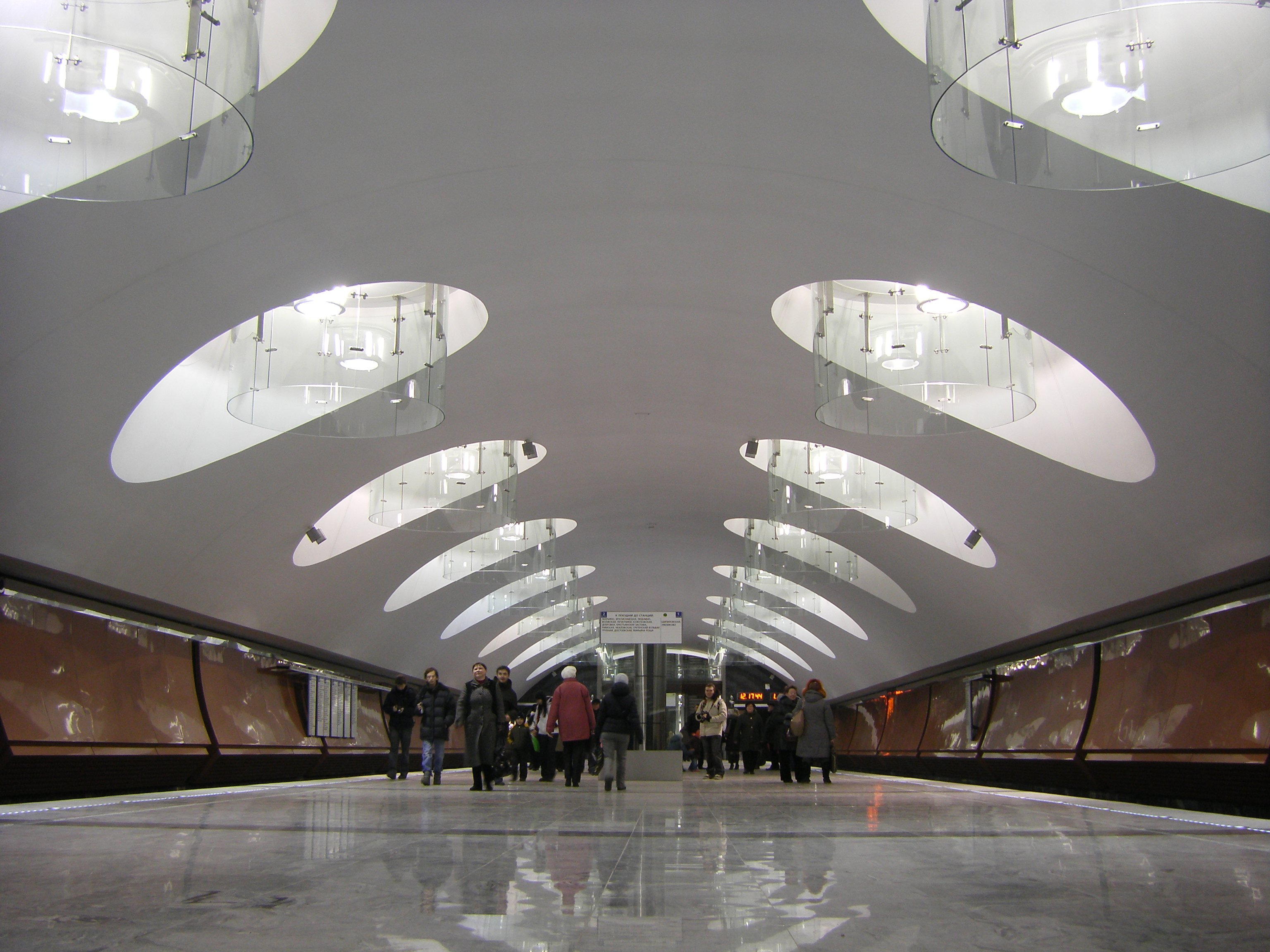
Фотография станции в день открытия
(2 декабря 2011)

Станция была открыта в первой половине дня 2 декабря 2011 года в составе участка «Марьино» — «Зябликово».

## Технические характеристики
Конструкция платформенной части — односводчатая мелкого заложения, из монолитного железобетона. Глубина заложения — около 10 м, высота свода более 6 м.
Платформа — островного типа длиной 162 м, шириной 10 м. В конструкции монолитного свода сделаны технические галереи, которые используются для служебного сообщения между вестибюлями и обслуживания светильников. Светильники закреплены на своде на специальных направляющих, по которым они перемещаются для обслуживания (замены ламп и т. д.) в техническую галерею.

### Вестибюли
Станция имеет два подземных вестибюля. Кассовые залы расположены в подземных переходах. Для спуска и подъёма пассажиров каждый вестибюль оборудован группой из трёх эскалаторов. Во время проведения фестиваля фейерверков (2 дня в году) северный вестибюль работает только для выхода пассажиров, по окончании шоу-программы — только для входа.

### Эскалаторы
На станции используется две группы эскалаторов тоннельного типа серии Е25Т с высотой подъёма 12,2 м и настилом ступеней из сплава алюминия.

### Доступность для пассажиров с физическими ограничениями
Северный вестибюль станции «Борисово» оборудован двумя раздельными (платформа-вестибюль, вестибюль-поверхность) пассажирскими лифтами для доступа маломобильных граждан. На путях движения и платформе сделана специальная система индикации для слабовидящих.

## Архитектура и дизайн
Станция построена по индивидуальному (не типовому) проекту, разработанному в 2008 году коллективом архитекторов ОАО «Метрогипротранс». Она составляет единый архитектурный ансамбль с соседними станциями «Шипиловской» и «Зябликово», введёнными в строй в составе одного пускового участка.
В основе колористического решения станции «Борисово» — ахроматическая бело-серая цветовая гамма. Свод над платформенным участком прорезают два ряда световых ниш овальной формы, в которые интегрированы вертикальные цилиндры из прозрачного стекла. Полы облицованы серым полированным гранитом. Глянцевые поверхности гранитных плит усиливают свет от ламп, установленных в кессонах свода. Прозрачное стекло широко используется в системе путевой навигации и в других элементах оформлении станции. Путевые стены обшиты композитными панелями «под медь».
В конструкции свода предусмотрены служебные галереи, соединяющие подземные вестибюли станции.

## Расположение
Станция расположена внутри 1-го микрорайона Братеево, в западной части района. Борисовский пруд находится в девятистах метрах на запад. Станция метрополитена имеет два вестибюля и два выхода. Северный вестибюль располагается у дома № 14, корпус 3 и от него можно выйти к Хордовому проезду и улице Борисовские Пруды (300—400 м пешком до ул. Борисовские Пруды), южный вестибюль — между домом № 14, корпус 4 и домом № 10, корпус 6 по улице Борисовские Пруды и выходит к Братеевскому проезду.

### Наземный общественный транспорт
На этой станции можно пересесть на следующие маршруты городского пассажирского транспорта:
- Автобусы: 770, с827, 864

## Галерея

### Строительство станции

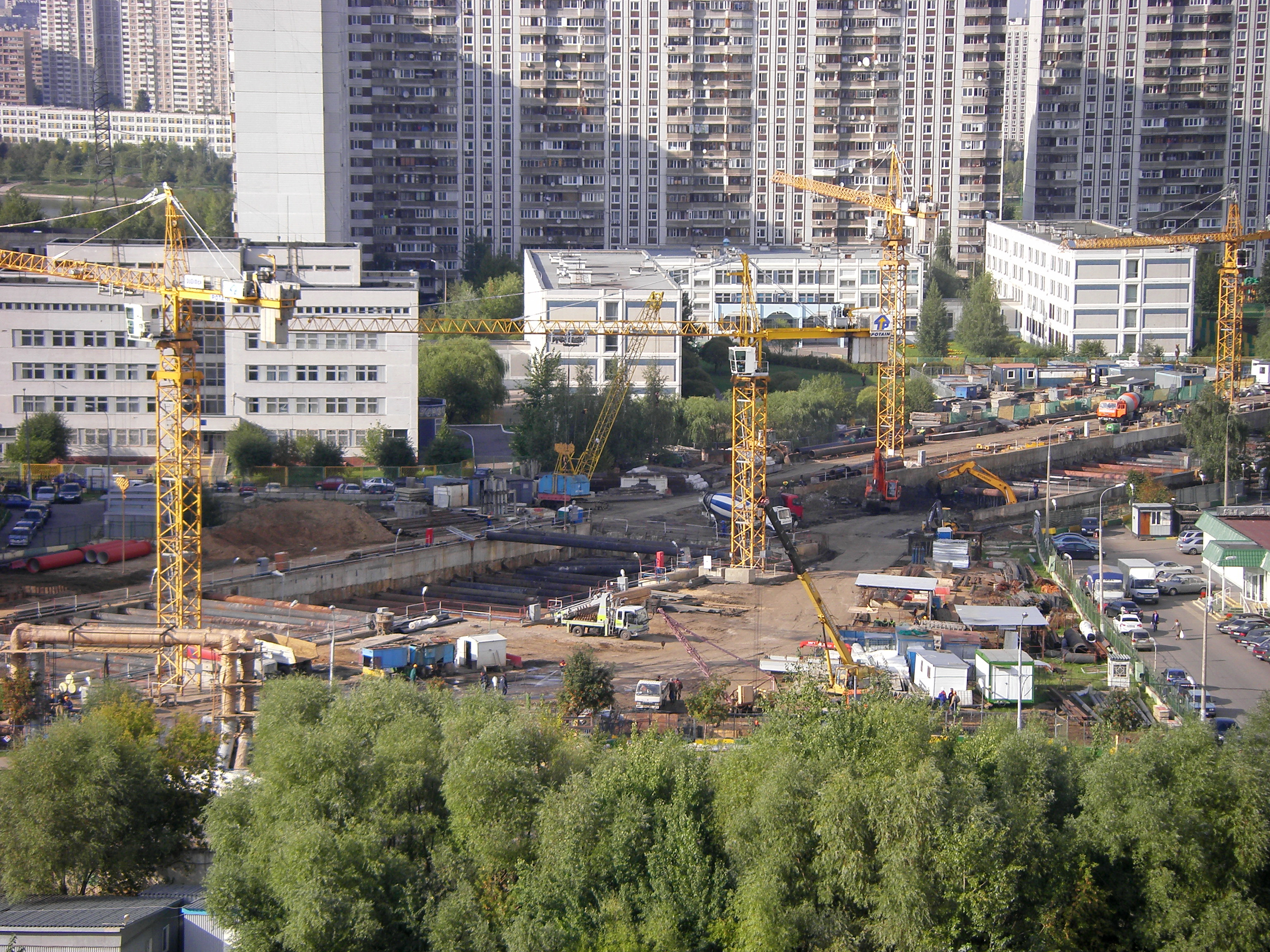
Вид на строительство станции «Борисово» из дома по ул. Мусы Джалиля. Сентябрь 2010 года.
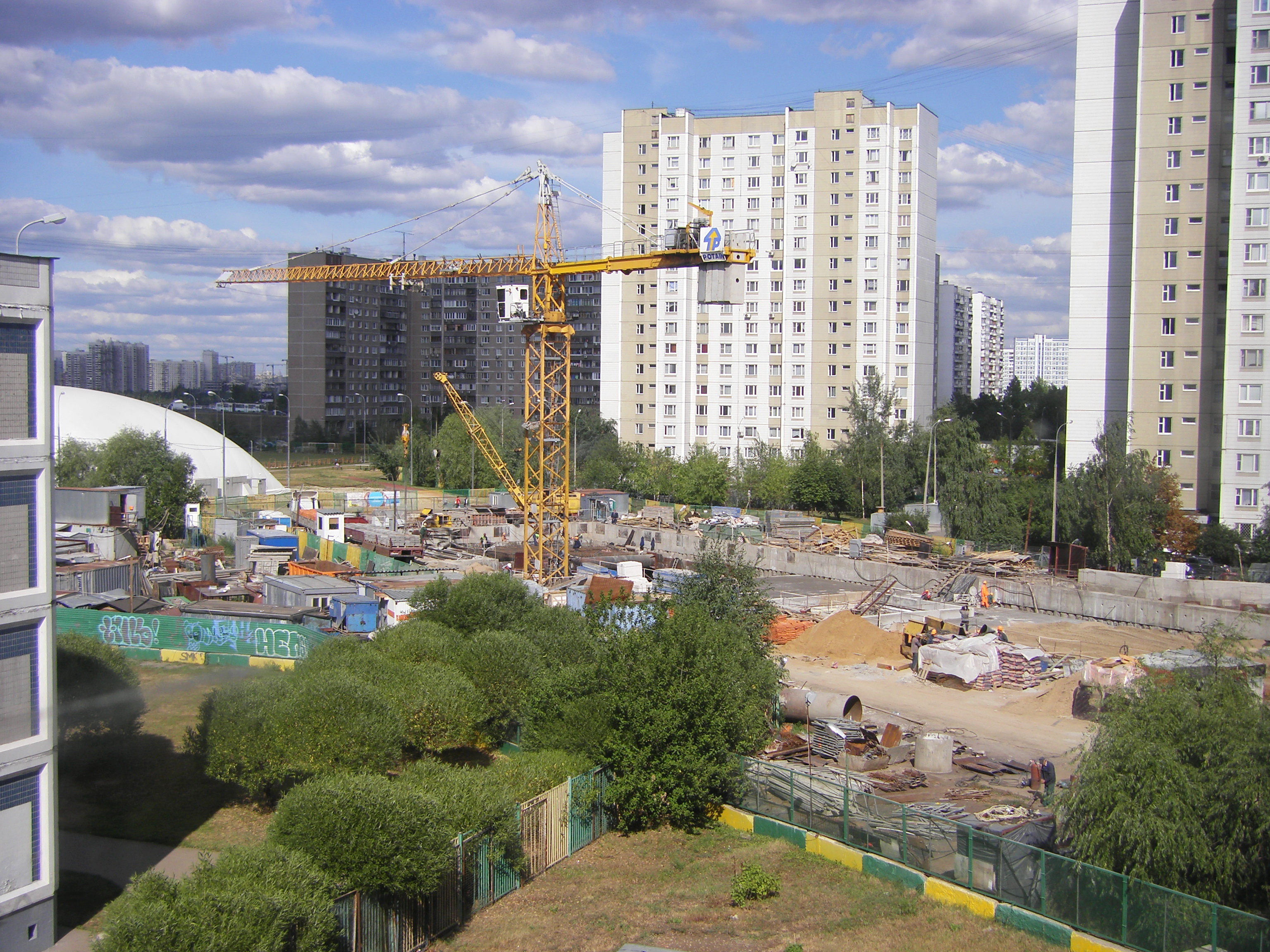
Вид на строительство станции «Борисово» из поликлиники № 59. 4 августа 2011 года.
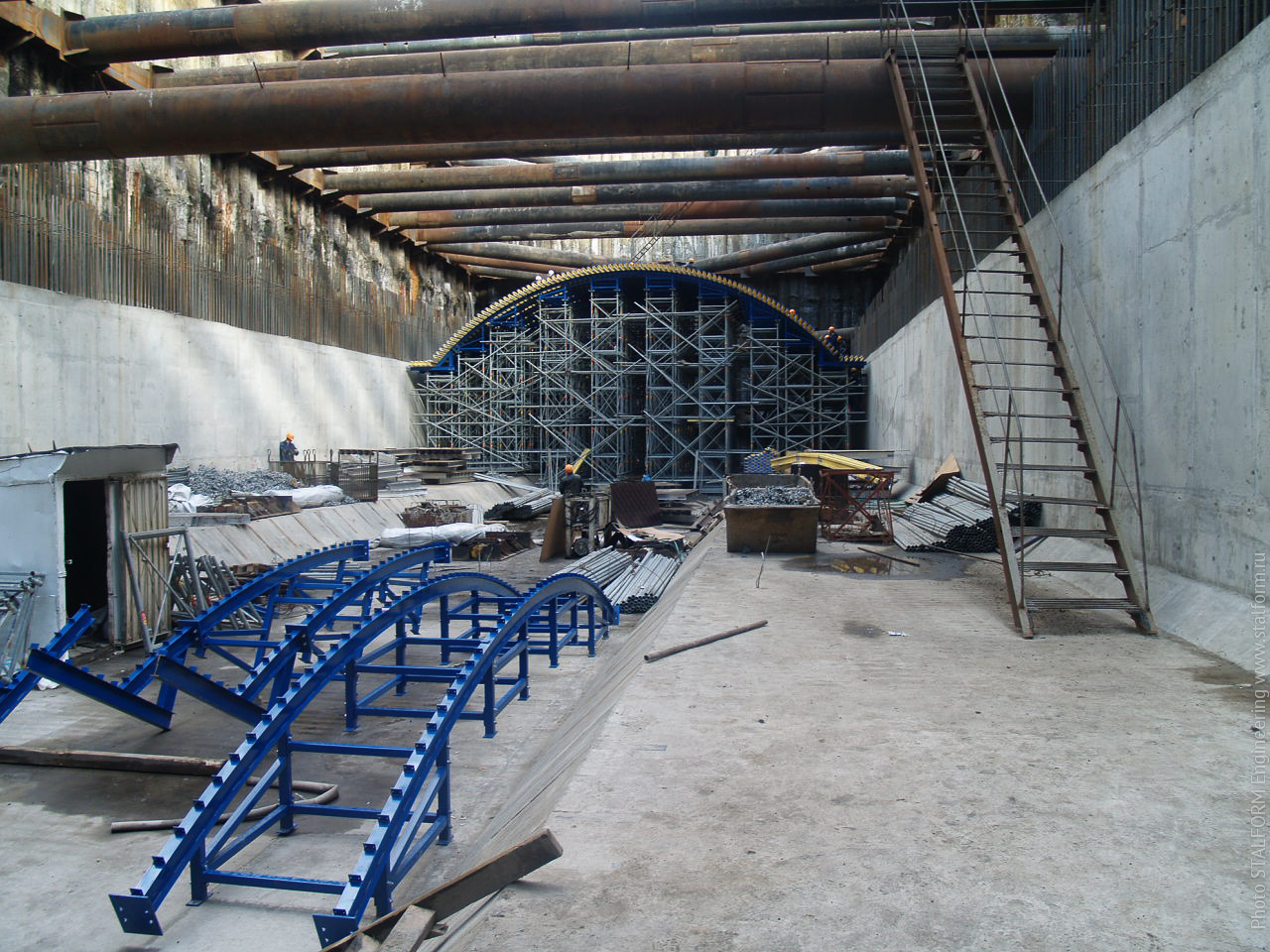
Сборка механизированной опалубки свода
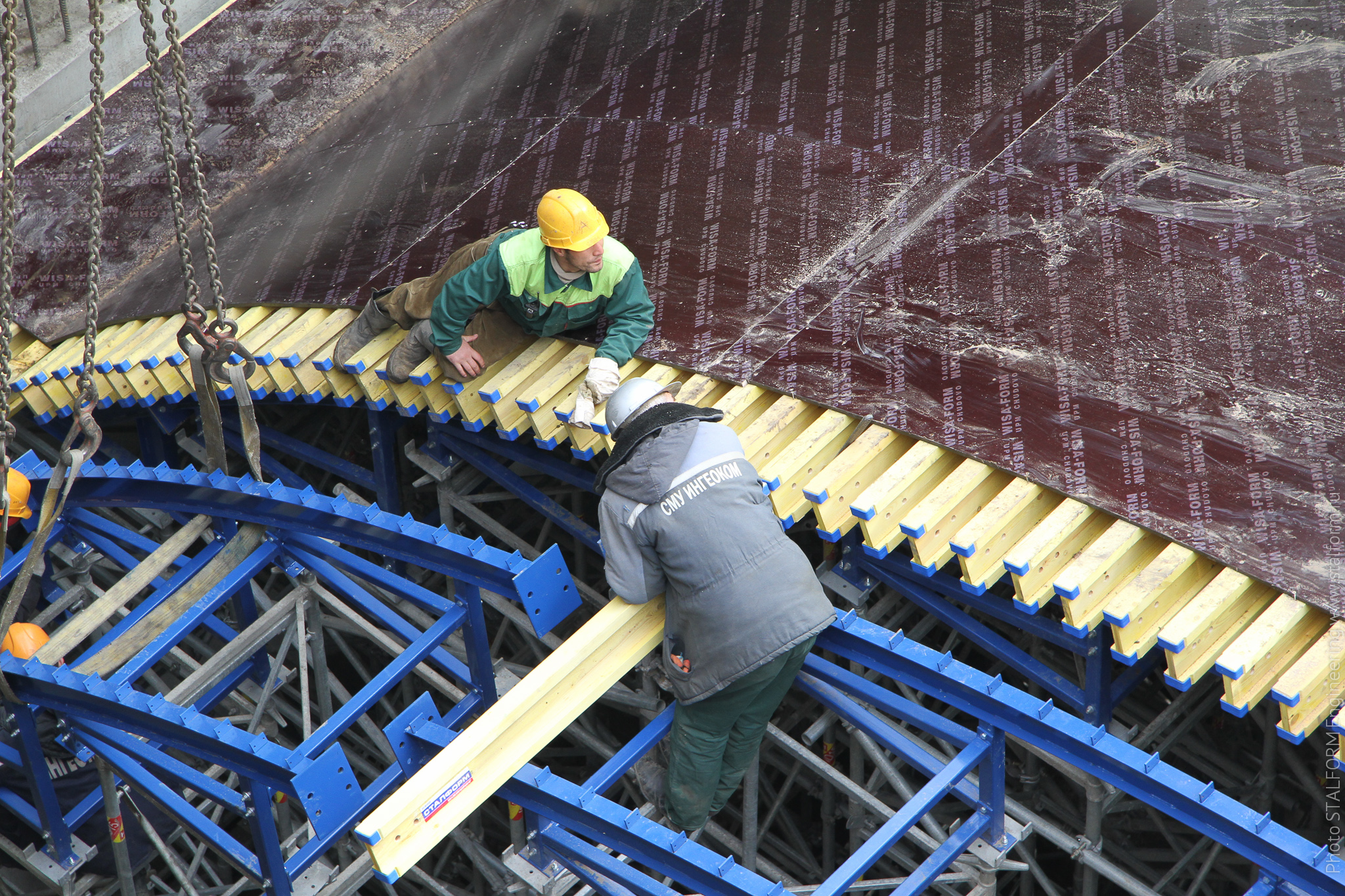
Монтаж опалубки свода
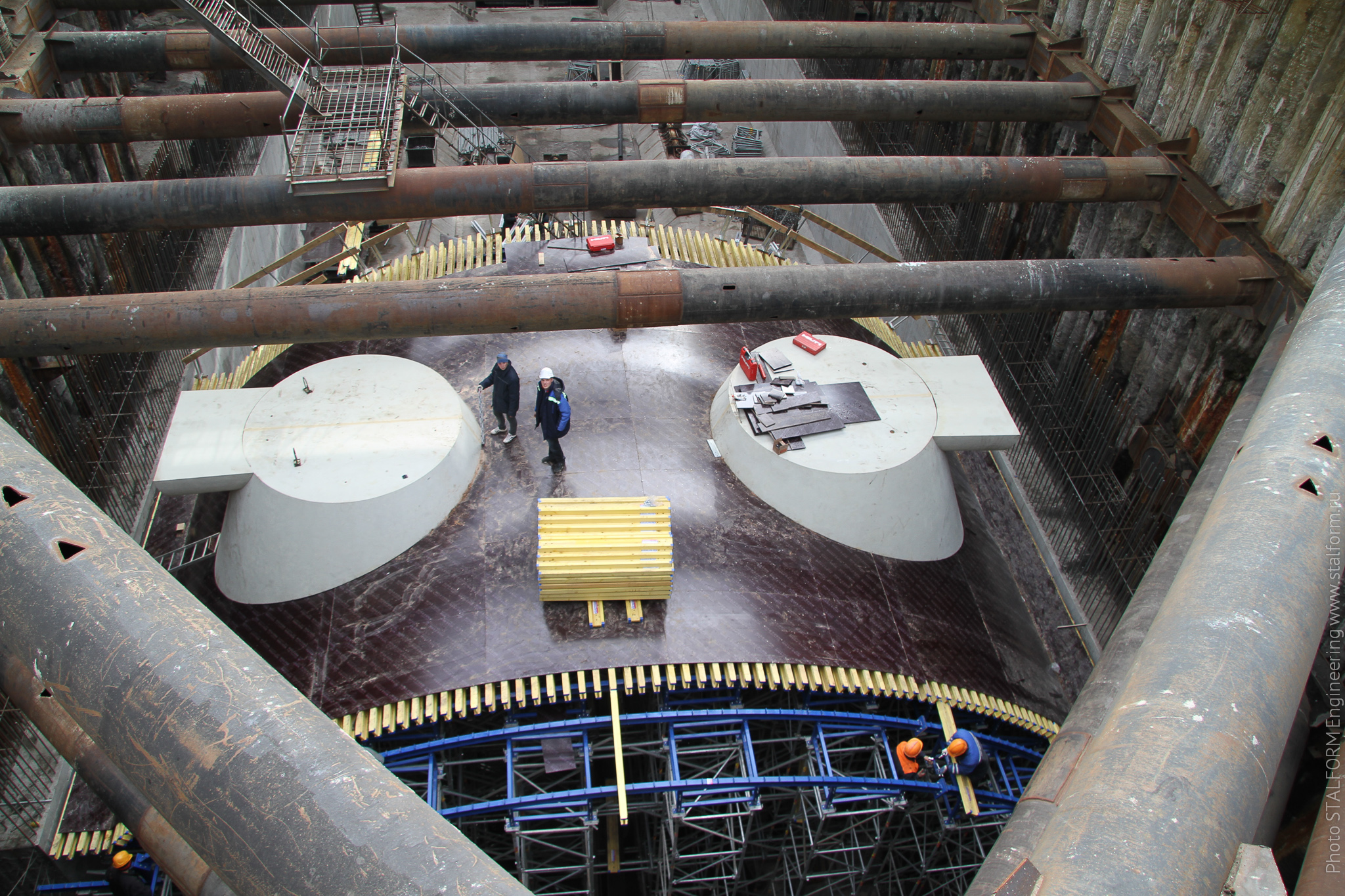
Опалубочный агрегат — вид сверху
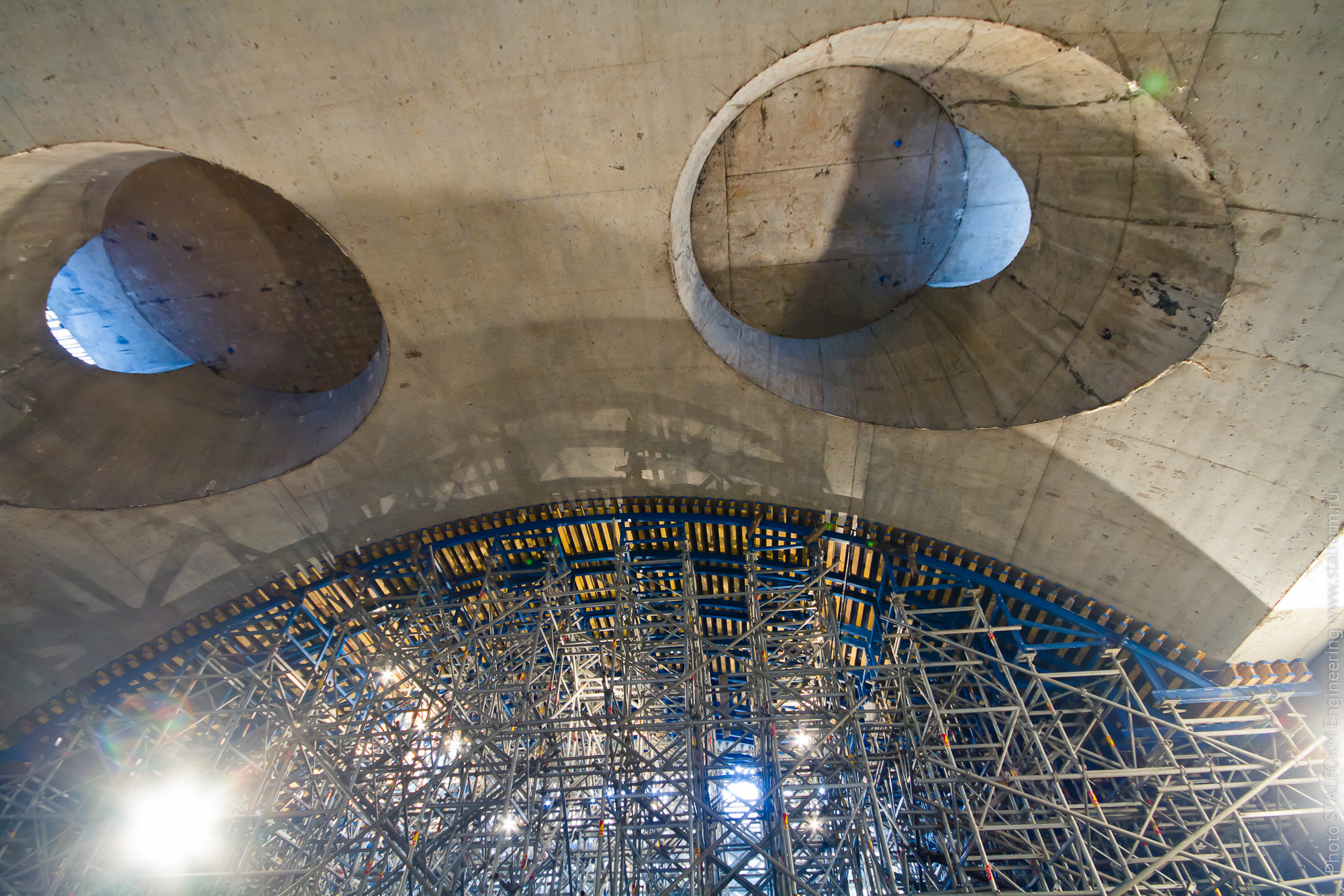
Железобетонный свод с кессонами
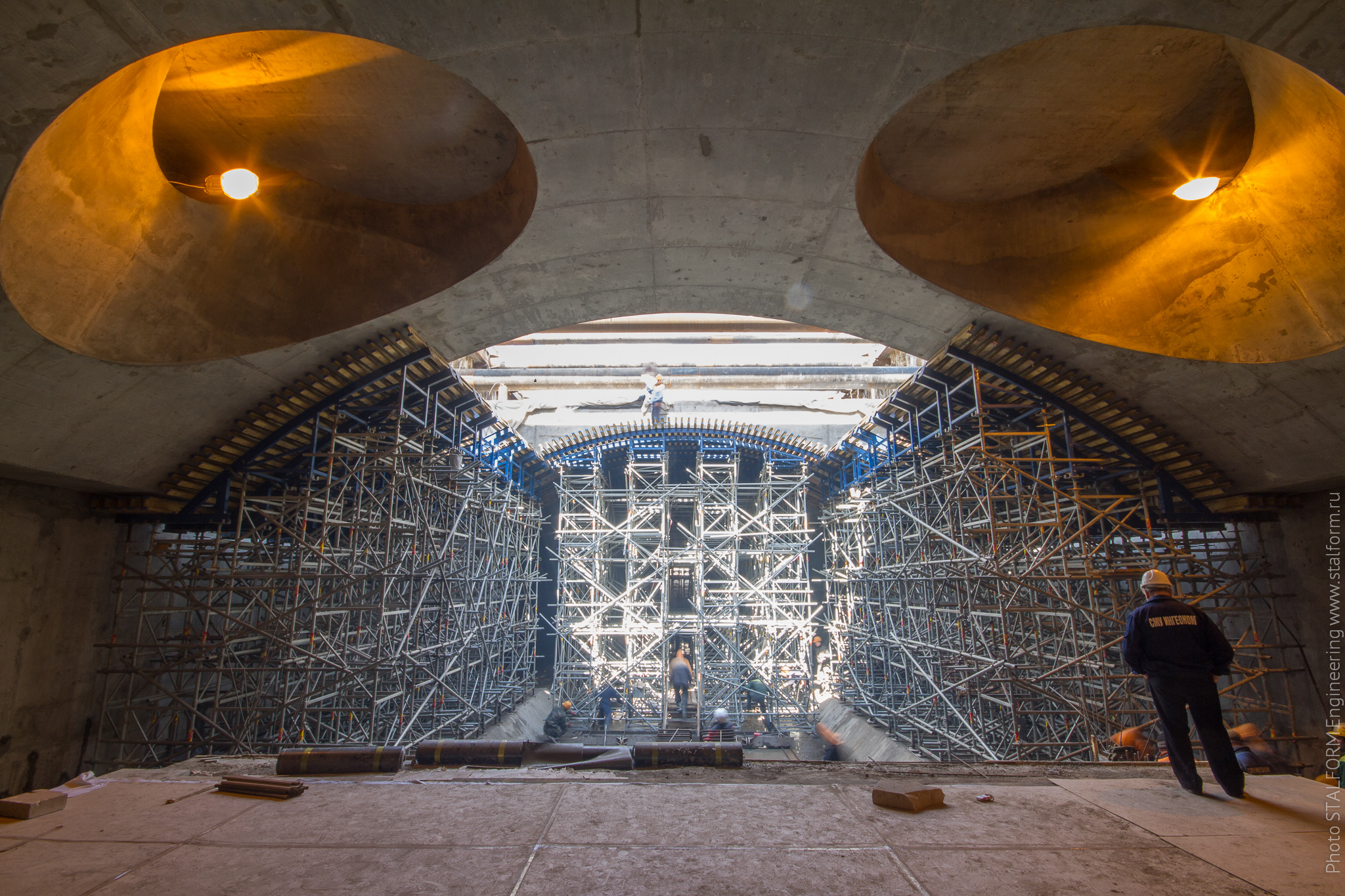
Забетонированный свод с нишами под светильники
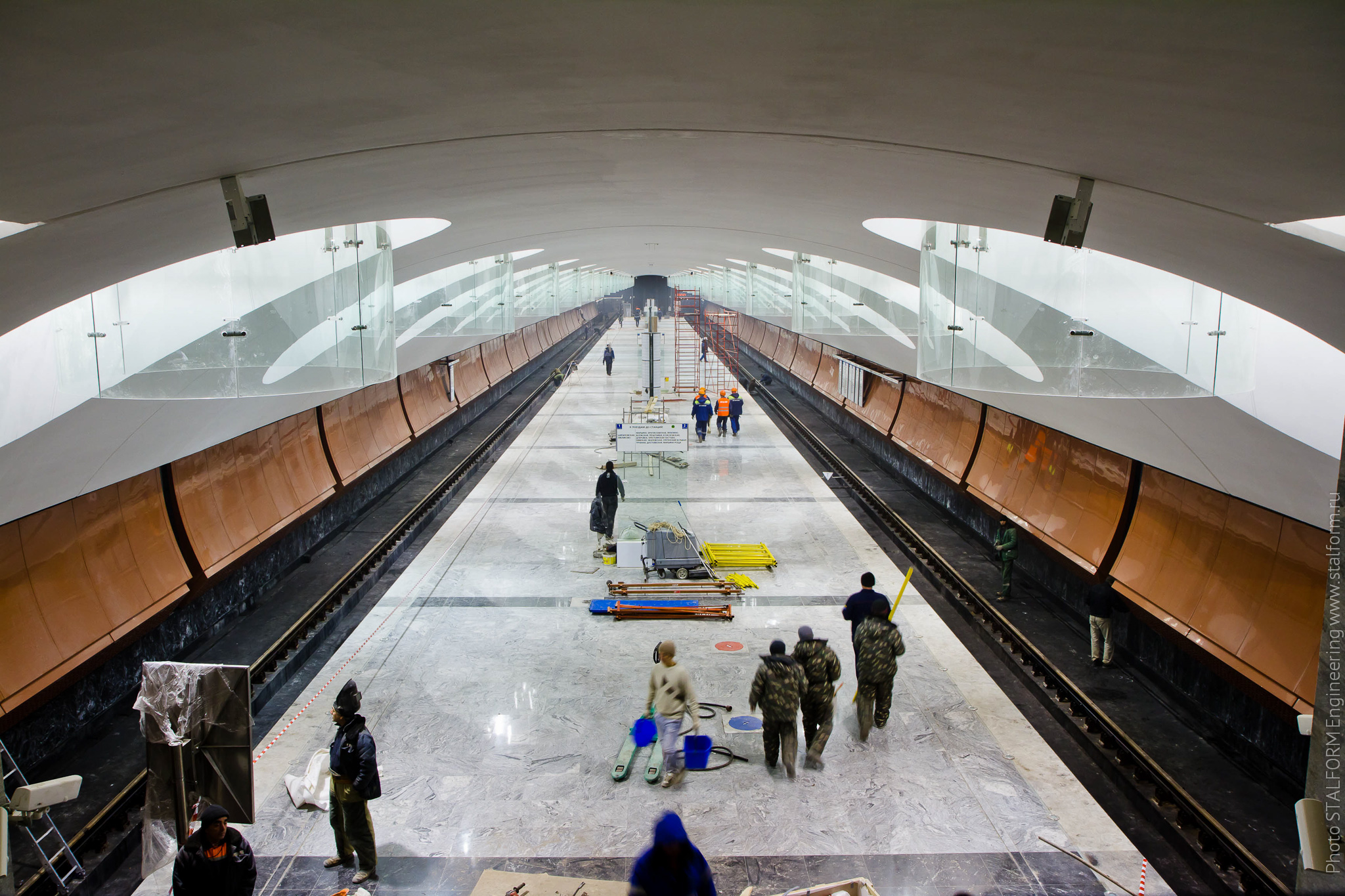
Отделочные работы

### Станция

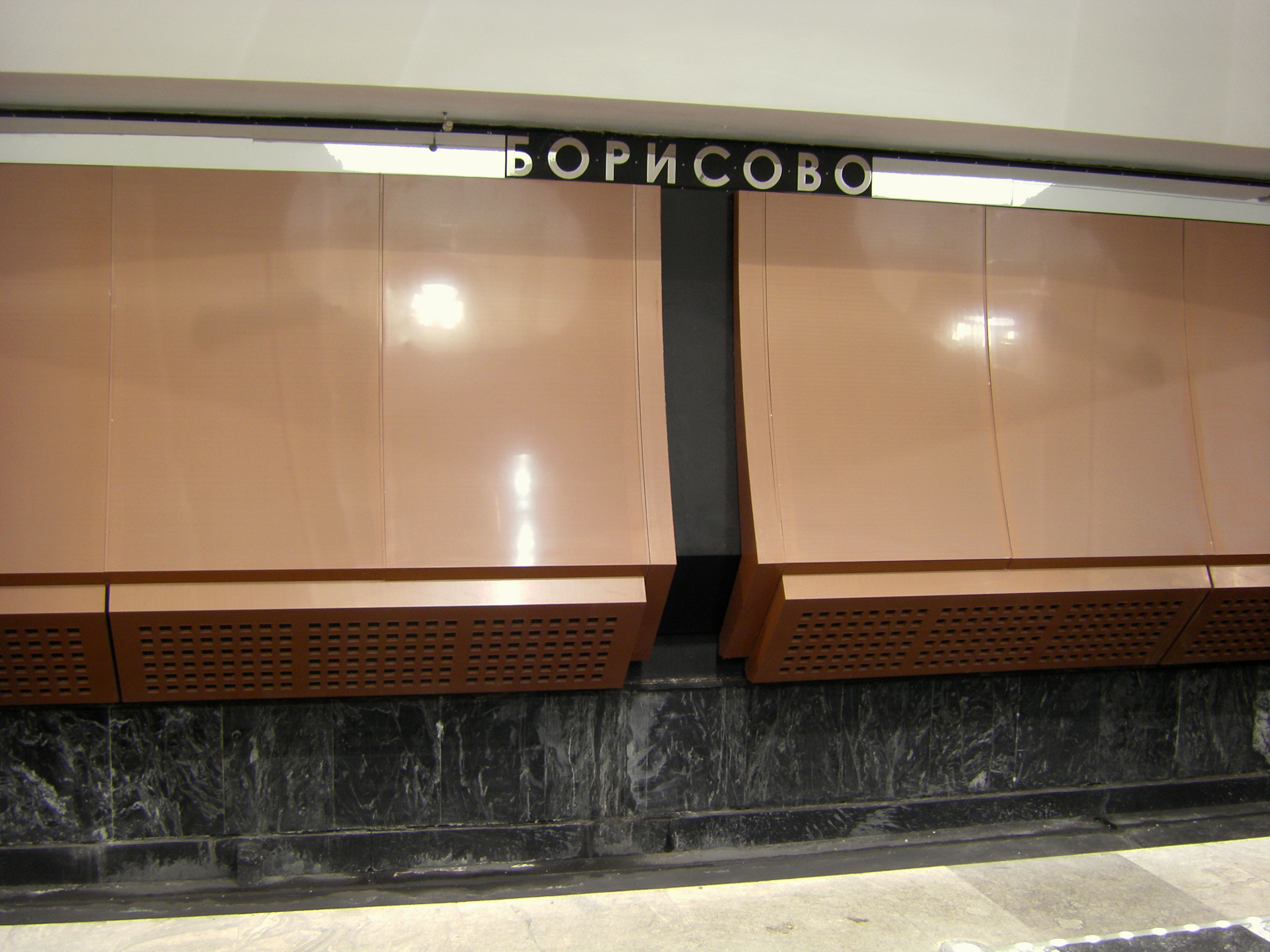
Табличка и оформление путевой стены на станции
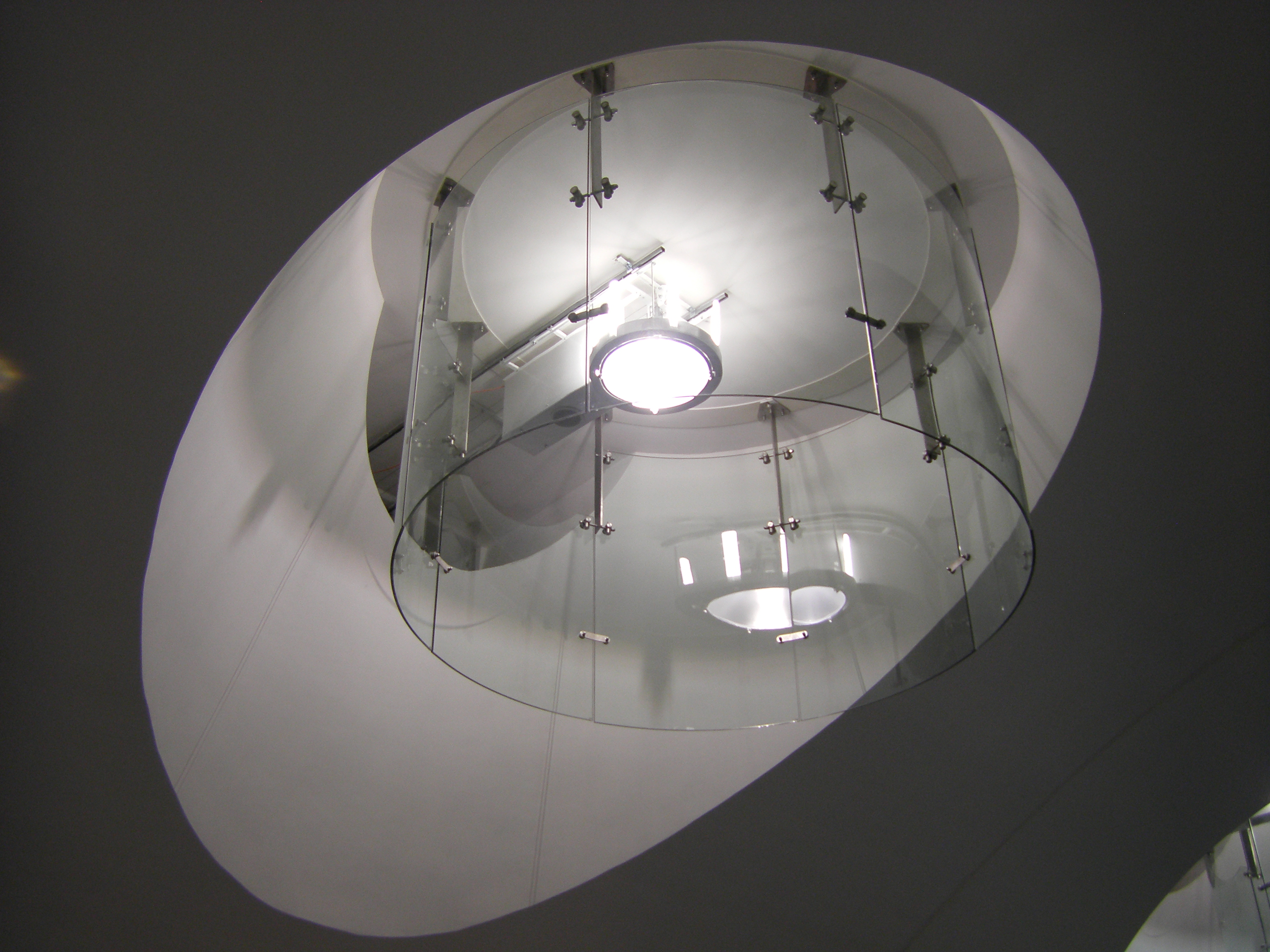
Световые ниши на потолке станции
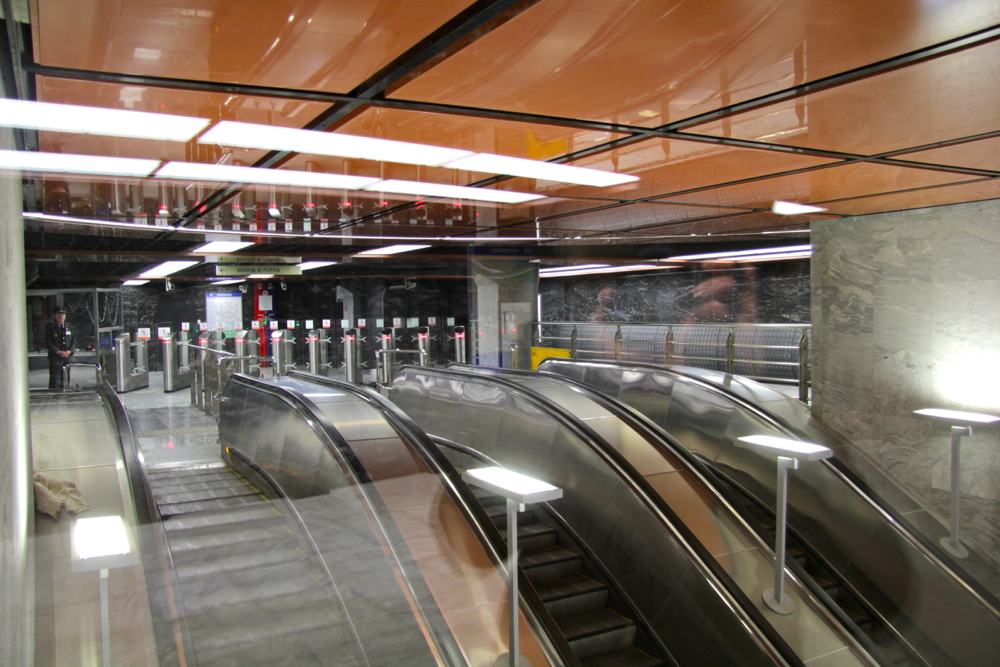
Северный вестибюль
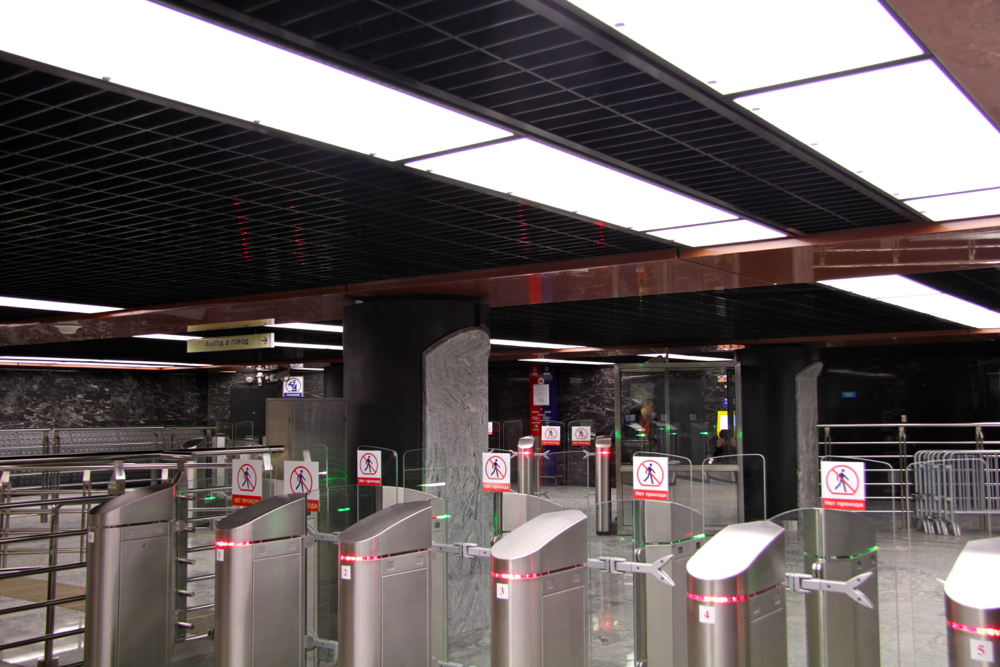
Южный вестибюль
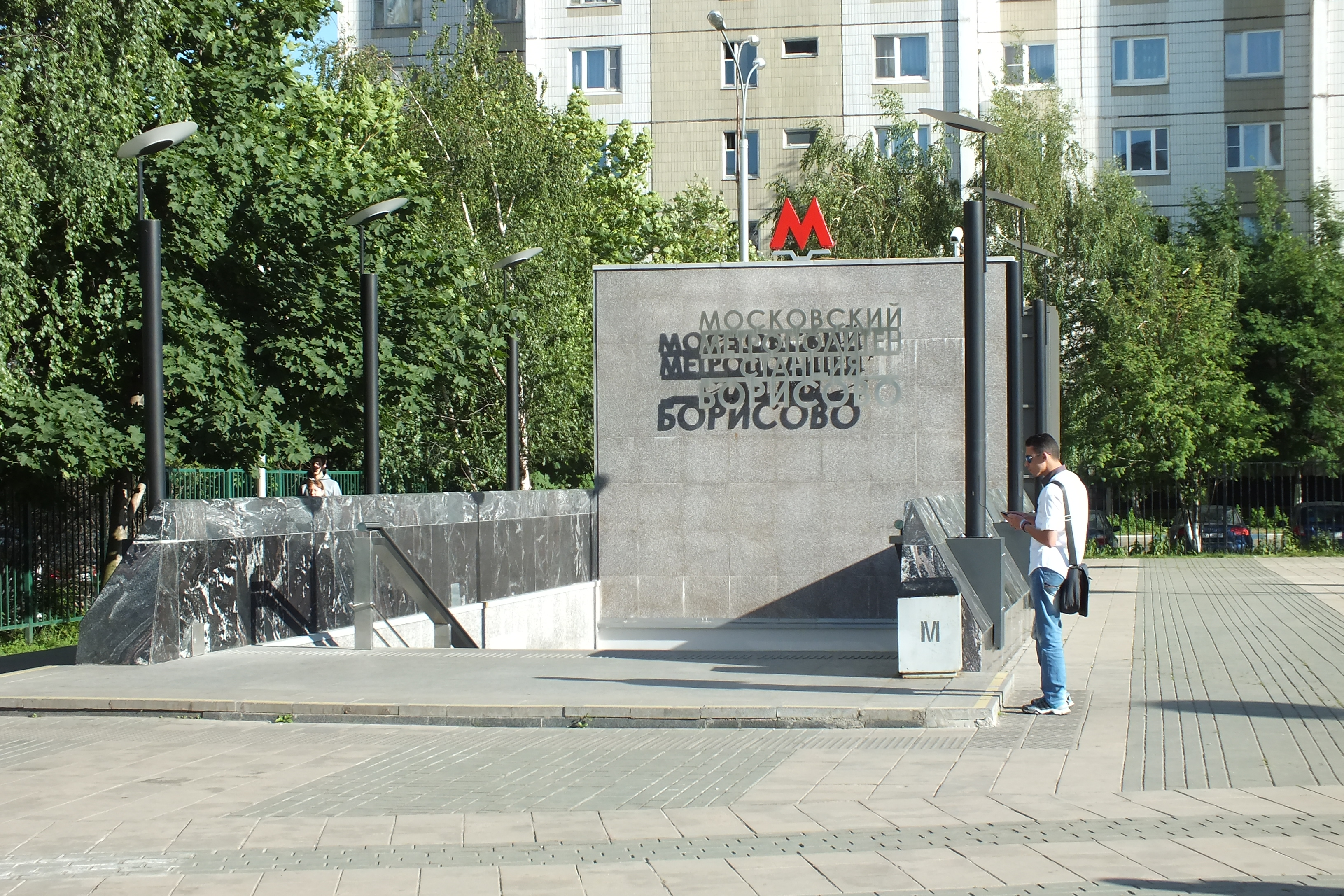
Выход в город из северного вестибюля
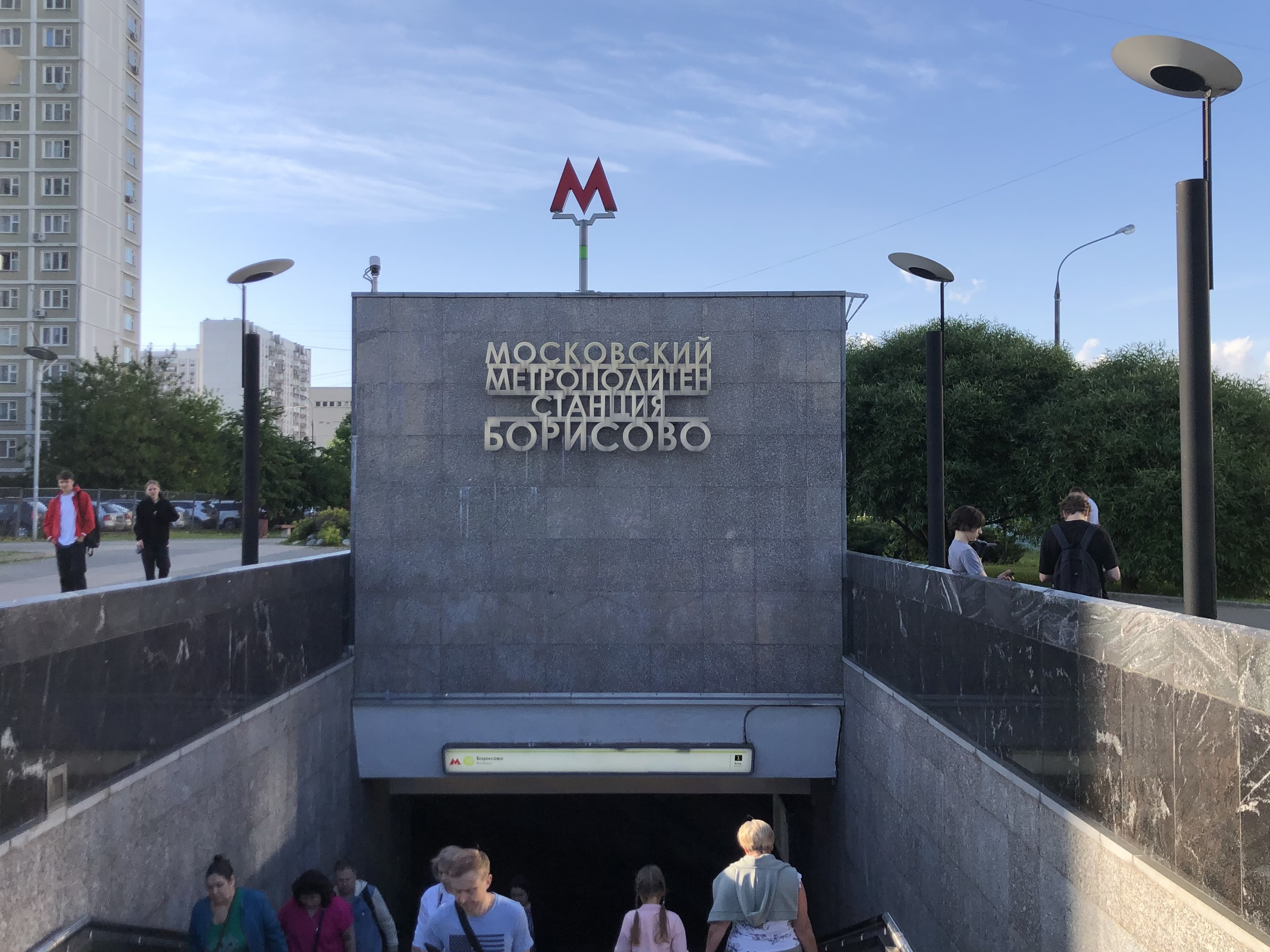
Выход в город из южного вестибюля
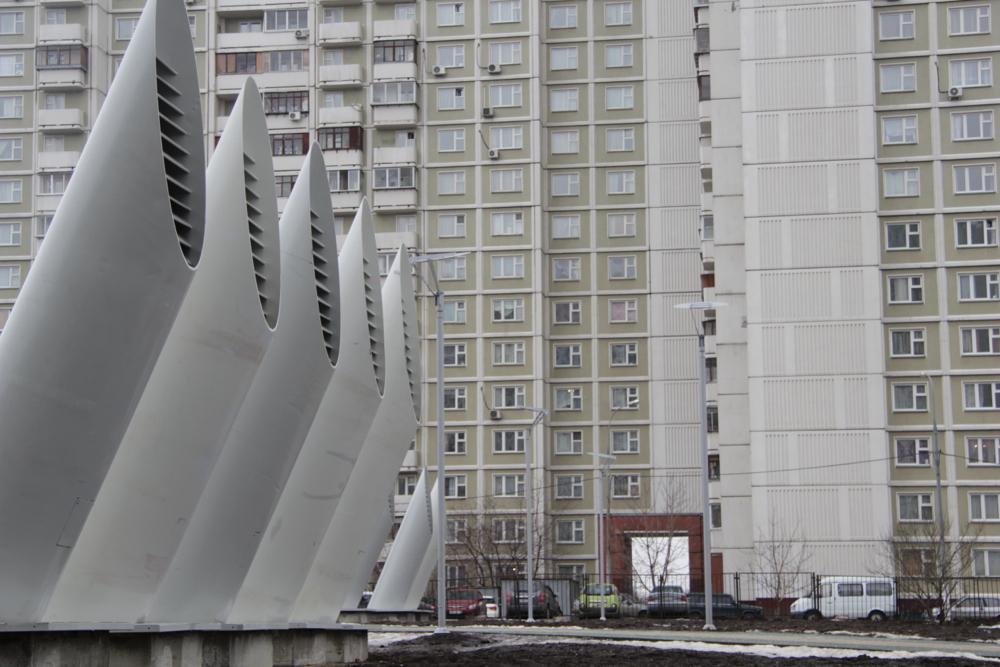
Венткиоски

## Станция в цифрах
- Код станции — 160
- Ордината оси станции ПК0203+00[13].
- Время открытия станции для входа пассажиров в 5 часов 45 минут по нечётным дням, в 5 часов 50 минут по чётным дням; время закрытия станции для входа пассажиров — в 1 час ночи[14].
- Таблица времени прохождения первого поезда через станцию[15]:

| По чётным числам                | Будние дни | Выходные дни |
| По нечётным числам              | Будние дни | Выходные дни |
| В сторону станции «Марьино»     | 05:53:00   | 05:53:00     |
| В сторону станции «Марьино»     | 05:44:00   | 05:52:00     |
| В сторону станции «Шипиловская» | 06:00:00   | 06:02:00     |
| В сторону станции «Шипиловская» | 05:52:00   | 05:45:00     |

### Строительство в цифрах
- при строительстве станционного комплекса было смонтировано две тысячи тонн металлоконструкций и 48 тысяч кубометров железобетона;
- выбрано 129 тысяч кубометров грунта;
- длина котлована составила 296 м, ширина — 22 м;
- в основание забурено около 1300 свай.

## Происшествия
В декабре 2011 года, через несколько недель после открытия, на станции появилась течь; стали протекать потолки. В нескольких местах, на стыках конструкции, штукатурка разошлась по шву и вокруг стали видны разводы — при этом самая крупная трещина шла по всему своду в центре зала.
ГУП «Московский метрополитен» заявил, что проблема обнаружена и ведутся ремонтные работы. По словам официального представителя столичной подземки Павла Сухарникова, трещина возникла из-за ошибок, допущенных при строительстве станции.